# Patrick Ehelechner
Patrick Ehelechner (* 23. September 1984 in Rosenheim) ist ein ehemaliger deutscher Eishockeytorwart, der unter anderem bei den Hannover Scorpions, den Füchsen Duisburg, den Nürnberg Ice Tigers und den Augsburger Panthern in der Deutschen Eishockey Liga aktiv war. Seit seinem Karriereende arbeitet er unter anderem als TV-Experte, Moderator, Kommentator und Eishockey-Torwarttrainer.

## Karriere

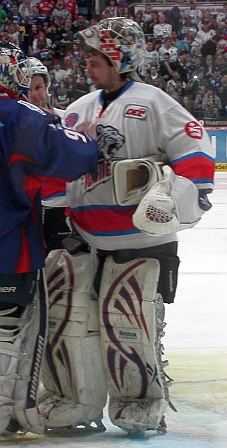
Patrick Ehelechner (2012)

Ehelechners Laufbahn begann 1991 beim Sportbund DJK Rosenheim. Zur Saison 2000/01 wechselte der Goalie zu den Adler Mannheim, anschließend spielte er ab 2001 bei den Hannover Scorpions, wo er mit 17 Jahren als jüngster Starting-Goalie in die Geschichte der Deutschen Eishockey Liga einging. Nachdem er beim NHL Entry Draft 2003 von den San Jose Sharks in der fünften Runde als 139. ausgewählt wurde, wechselte Patrick Ehelechner nach Kanada. Dort spielte der Torhüter bei den Sudbury Wolves, die ihn beim CHL Import Draft desselben Jahres als Gesamtsechsten gezogen hatten, in der kanadischen Juniorenliga OHL. Anfang der Saison 2005/06 kehrte der Bayer in die DEL zu den Adler Mannheim zurück, weil er dort jedoch nur noch als dritter Torwart eingesetzt wurde, wechselte Ehelechner im Oktober 2005 zum EV Duisburg. Die nordamerikanischen Rechte an Ehelechner sicherten sich im Juli 2006 im Rahmen eines Tauschgeschäfts mit San Jose die Pittsburgh Penguins. Im April 2007 gab sein neuer Arbeitgeber, Vize-Meister Nürnberg Ice Tigers die Verpflichtung Ehelechners bekannt. Nach fünf Jahren bei den Thomas Sabo Ice Tigers verließ der Rosenheimer 2012 das Frankenland und wechselte zum Ligakonkurrent Augsburger Panther, wo der Goalie bis 2014 blieb. Im Juni 2014 wurde Ehelechner vom DEL2-Verein Starbulls Rosenheim verpflichtet. Am 4. September 2015 verkündete er das Ende seiner Karriere.

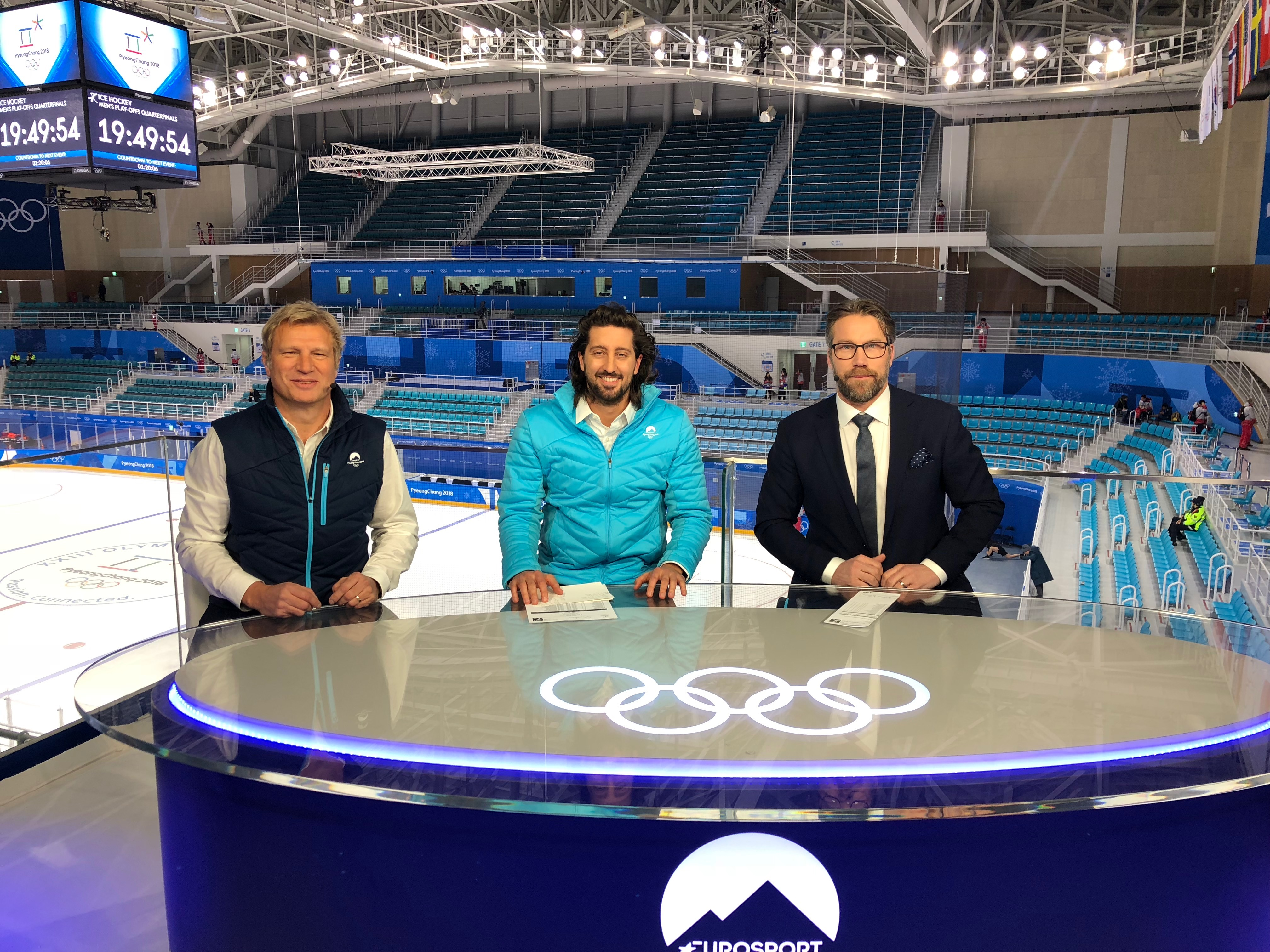
Patrick Ehelechner bei den Olympischen Winterspielen 2018 im Eurosport-Studio mit Gerhard Leinauer und Peter Forsberg.

Nach seinem TV-Praktikum im Red Bull Media House (ServusTV) von 2015 bis 2016 ist er seit der Saison 2016/17 Eishockey-Experte und Kommentator bei Telekom / Magenta Sport, darüber hinaus arbeitet Ehelechner als Eishockey-Torwarttrainer. Bei den Olympischen Spielen 2018 gehörte er beim Fernsehsender Eurosport zum Berichterstatter-Stab. Auch 2022 fungiert er bei den Olympischen Spielen als TV-Kommentator und TV-Experte für die Olympic Hockey Night bei Eurosport. Zudem übernahm er die Experten-Rolle und Co-Kommentierung bei der TV-Übertragung der National Hockey League bei Sky Deutschland.

### International
Im Juniorenbereich spielte Ehelechner für Deutschland bei der U18-Weltmeisterschaft 2002 und der U20-Weltmeisterschaft 2003 jeweils in der Top-Division sowie bei der U20-Weltmeisterschaft 2004 in der Division I, als er mit der besten Fangquote und dem geringsten Gegentorschnitt zum sofortigen Wiederaufstieg der deutschen Junioren beitrug.
Zu seinem einzigen Länderspiel für die deutschen Herren kam er beim Deutschland Cup 2010.

## Erfolge und Auszeichnungen
- 2004 OHL Second All-Star Team
- 2004 OHL Second All-Rookie Team
- 2004 Aufstieg in die Top-Division bei der U20-Weltmeisterschaft der Division I, Gruppe A
- 2004 Beste Fangquote und geringster Gegentorschnitt bei der U20-Weltmeisterschaft der Division I, Gruppe A

## Karrierestatistik

### International
(Legende zur Torhüterstatistik: GP oder Sp = Spiele insgesamt; W oder S = Siege; L oder N = Niederlagen; T oder U oder OT = Unentschieden oder Overtime- bzw. Shootout-Niederlage; Min. = Minuten; SOG oder SaT = Schüsse aufs Tor; GA oder GT = Gegentore; SO = Shutouts; GAA oder GTS = Gegentorschnitt; Sv% oder SVS% = Fangquote; EN = Empty Net Goal; 1 Play-downs/Relegation; Kursiv: Statistik nicht vollständig)